# 17807 Ericpearce
17807 Ericpearce este un asteroid din centura principală de asteroizi.

## Descriere
17807 Ericpearce este un asteroid din centura principală de asteroizi. A fost descoperit pe 19 martie 1998 la Stația Anderson Mesa în cadrul programului LONEOS. Asteroidul prezintă o orbită caracterizată de o semiaxă mare de 2,72 ua, o excentricitate de 0,13 și o înclinație de 18,4° în raport cu ecliptica.